# Simone Hankin
Simone Hankin, 1998 als Simone Dixon, nach der Karriere  Simone Fountain, OAM (* 28. Februar 1973 in Sydney) ist eine ehemalige australische Wasserballspielerin. Sie war Olympiasiegerin 2000.

## Sportliche Karriere
Die 1,82 m große Simone Hankin spielte für den Cronulla Sutherland Water Polo Club.
Hankin/Dixon bestritt 193 Länderspiele für die australische Nationalmannschaft. Bei der Weltmeisterschaft 1991 in Perth belegten die Australierinnen in ihrer Vorrundengruppe nur den dritten Platz und verpassten damit das Halbfinale. In den Platzierungsspielen erreichten sie den fünften Platz. Dreieinhalb Jahre später bei der Weltmeisterschaft 1994 in Rom belegten die Australierinnen den sechsten Platz.
1998 war sie als Simone Dixon bei der zweiten Weltmeisterschaft in Perth dabei. Erneut waren die Australierinnen Dritte ihrer Vorrundengruppe. Allerdings gab es diesmal ein Viertelfinale und da bezwangen die Australierinnen die Ungarinnen mit 8:5. Nach einer Halbfinalniederlage gegen die Italienerinnen trafen die Australierinnen im Spiel um den dritten Platz auf die Russinnen und gewannen mit 8:5, wobei Dixon zwei Tore beisteuerte.
Wasserball für Frauen wurde als Wettbewerb in das Programm der Olympischen Spiele in Sydney 2000 aufgenommen. Die Centerspielerin warf im Turnierverlauf vier Tore. Beim 7:6-Sieg im Halbfinale gegen Russland verletzte sich Hankin an der Schulter, trat aber trotzdem auch zur letzten Partie an. Im Finale gewannen die Australierinnen mit 4:3 gegen das Team aus den Vereinigten Staaten. In diesem Spiel gingen alle drei Centerspielerinnen, neben Simone Hankin noch Debbie Watson und Bridgette Gusterson, leer aus.